# Илия Величков
Илия Величков (роден на 2 август 1956 г.), наричан по прякор Гулията, е бивш български футболист, нападател. Основната част от кариерата му преминава в Славия (София). Играл е също в Розова долина (Казанлък), Хасково, Локомотив (Горна Оряховица) и ирландският Корк Сити.

## Биография
Величков започва кариера си на 17-годишна възраст в Розова долина (Казанлък). За клуба изиграва 33 мача и бележи 15 гола в Южната Б група.
През 1974 г. е привлечен в Славия (София). Играе за клуба в продължение на 11 сезона. Записва 173 мача и бележи 29 гола в А група. Със Славия печели националната купа през сезон 1979/80. През същия сезон е вицешампион в първенството, а през 1981/82 е бронзов медалист.
През лятото на 1985 г. Величков преминава във втородивизионния Хасково. За два сезона изиграва 60 мача и бележи 32 гола в Б група, като през 1986/87 става голмайстор на втория ешелон с 26 попадения.
След силните изяви в Хасково през 1987 г. се завръща в Славия. През сезон 1987/88 записва 21 мача в първенството и се разписва два пъти.
През октомври 1989 г. преминава в ирландския Корк Сити заедно със Сашо Борисов, Марио Вълков и Стефан Василев. Престоя на четиримата там обаче продължава само месец, като Величков изиграва едва два мача в местното първенство.
През сезон 2019/20 е треньор на ФК Драгоман. През сезон 2021/2022 г. е треньор на ФК Левски Чепинци в Югозападна Трета Лига. 